# Мирный (Липецк)
Ми́рный (посёлок Ми́рный) — микрорайон в Советском округе Липецка.
Название поселку было дано по прославленной тогда станции в Антарктиде.
Застройка посёлка деревянными частными домами началась во второй половине 1950-х годах. Однако чуть позже территория Мирного вошла в городскую черту, хотя она находилась далеко за пределами города. Посёлок был включён в состав самого крупного микрорайона — 9-го. В проекте предполагалось снести все деревянные постройки. Однако многоэтажные дома лишь подчеркнули контуры посёлка: он существует и ныне, хотя деревянная застройка практически вытеснена современной коттеджной 2- и 3-этажной застройкой.
Посёлок основывался военными, уволившимися в запас (И. И. Инютин — уличком посёлка и другие). Существует легенда, что ими же в память об освобождении от немецко-фашистских захватчиков был назван посёлок (Мирный — означает отсутствие войны), а некоторые улицы названы в память об освобождении Украины: Западная, Днепровская и Донецкая улицы, а также кинотеатр «Винница» (ТЦ «Торнадо», Космонавтов, 110). Улицы и кинотеатр были последовательно расположены на западной стороне посёлка. Посёлок построен на месте хранения горючего для военного аэродрома. В память об этом, в поселке названы две улицы на восточной стороне: Аэродромная и Авиационная улицы.
Центральная улица Мирного — Бескрайняя. Своим названием интересна Загородная улица, которая проходит практически в центре современного Липецка.
Другие мирнинские улицы (с юго-запада на северо-восток): улица Яна Фабрициуса, Донецкая улица, Днепровская улица, Чернозёмная улица, Западная улица, Товарищеская улица, улица 40 лет ВЛКСМ, Аэродромная улица, Авиационная улица, переулок Пестеля, переулок Макаренко и переулок Рылеева. На юго-востоке границей служит Луговая улица.